# بيون (آن)
بيون (بالفرنسية: Béon)‏ هيبلدية فرنسية تقع في إقليم الآن في فرنسا. رمز إنسي لها هو:1039. أما الرمز البريدي لها فهو: 1350.